# StingRay (chitarra)
La StingRay è una chitarra elettrica prodotta dalla Music Man dal 1976 al 1981 e poi di nuovo dal 2016.

## Caratteristiche
Originariamente fu progettata da Leo Fender per la Music Man nel 1976, con una forma del corpo simile alla Fender Stratocaster, quella del battipenna ripresa più vagamente dalla Telecaster, ponte fisso e con due opzioni per il manico, da 12 pollici (StingRay I) o da 7,5 pollici (StingRay II). Si distingueva soprattutto per la differente elettronica, grazie al suo preamplificatore attivo, e disponeva di una vasta gamma di suoni, grazie a tre potenziometri per volume e toni, e a due switch: uno a tre vie per selezionare la configurazione dei due pick-up humbucker con magneti in alnico, posti al manico e al ponte, e uno a manopola per selezionare fase e controfase. Il corpo pieno era in frassino o in ebano, con il manico in acero, come la tastiera, fissato al corpo con tre viti. All'epoca non ebbe il successo dell'omonimo basso, anche a causa dell'eccessiva somiglianza con le Fender.
Nel 2016 la Ernie Ball Music Man l'ha quindi riproposta in una versione leggermente rinnovata nell'estetica, con la forma del corpo e del battipenna più o meno invariata, ma con la paletta con le chiavette 4+2 e i pick-up cromati, e maggiormente nell'elettronica, laddove c'è un solo switch e due potenziometri, per volume e tono. È stato inoltre aggiunto il tremolo, prima assente. Questa versione aggiornata presenta il corpo in mogano, il manico sempre in acero, ma fissato al corpo con cinque viti, e la tastiera in acero o palissandro.